# Columbia Encyclopedia
Columbia Encyclopedia – amerykańska encyklopedia, mająca również (od 2000) wersję internetową – Columbia Electronic Encyclopedia.

## Historia
Pomysł encyklopedii Columbia narodził się w latach 20. XX wieku, kiedy Clarke Fisher Ansley i Columbia University Press dostrzegli potrzebę dostarczenia niezbędnej pomocy tym, którzy studiują. Opracowali i stworzyli poręczną, niezawodną jednotomową encyklopedię, która byłaby odpowiednim uzupełnieniem dobrego słownika i atlasu.
Columbia Encyclopedia została opublikowana po raz pierwszy w 1935 roku. Kolejne wydania miały miejsce w latach 1950, 1963, 1975, 1993 i 2000. Wraz z ostatnim wydaniem została sprzedana Gale Group.

## Profil
Columbia Encyclopedia jest standardową jednotomową encyklopedią powszechną w języku angielskim, przygotowaną pod kierunkiem sześciu konsultantów, będących specjalistami w swoich dziedzinach, współpracujących z ponad 100 specjalistycznymi doradcami i z profesjonalnym zespołem redakcyjnym. Ostatnie, szóste wydanie encyklopedii liczy 3200 stron i zawiera:
- prawie 50 000 haseł (stan na wiosnę 2001),
- ponad 65 000 odsyłaczy prowadzących do pokrewnych tematów w innych hasłach (stan na wiosnę 2001),
- ponad 40 000 cytatów bibliograficznych sugerujących dalsze lektury[2].

W szóstym wydaniu znalazło się 1300 nowych haseł, a prawie 40 % istniejących haseł zostało zaktualizowanych podczas przygotowywania tego wydania. Około jedna czwarta artykułów ma bibliografie, które dają czytelnikom możliwość dalszego zgłębiania tematu. Tam, gdzie to konieczne, uzupełniono tekst artykułów o diagramy, tabele i mapy.
Wersja internetowa znana jest jako Columbia Electronic Encyclopedia.